# مارتیروس مانوکیان (کارآفرین و عاشوق)
مارتیروس مانوکیان (ارمنی: Մարտիրոս Մանուկյան؛ انگلیسی: Martiros Manukean زادهٔ ۱۸۴۶ - درگذشته ۱۹۲۲)، تاجر و عاشوق ارمنی‌تبار اهل ایران بود.

## زندگی‌نامه
وی در ۱۸۴۶ در جلفای نو به دنیا آمد و در همانجا تحصیل نمود. در بیست و هفت سالگی بینایی خود را از دست داد. اعتقاد بر این است که در مقطعی به کلکته سفر کرده است. وی در ۱۹۲۲ در سن ۷۶ سالگی درگذشت.